# باشگاه بسکتبال صنایع هرمزگان
باشگاه بسکتبال صنایع هرمزگان (انگلیسی: Sanaye Poshtiban Hormozgan BC) نام باشگاه حرفه‌ای بسکتبال در بندرعباس می‌باشد. و در لیگ برتر بسکتبال ایران به رقابت می‌پردازند.